# مقاطعة بيلوفار-بيلوغورا

موقع المقاطعة بالنسبة لكرواتيا.

مقاطعة بيلوفار-بيلوغورا هي إحدى مقاطعات كرواتيا ومركزها مدينة بيلوفار.